# Глупости Микки
«Глупости Микки» (англ. Mickey's Follies) — десятый мультфильм с участием Микки Мауса, в котором впервые поётся песня «Minnie’s Yoo Hoo», которая стала главной музыкальной темой для многих мультфильмов с участием Микки Мауса от Уолта Диснея. Чёрно-белый фильм. Премьера в США — 26 июня 1929 года.

## Сюжет
Микки и его друзья устраивают концерт в скотном дворе, который включает в себе танец уток, песню свинки Патриции, которую прогоняют со сцены из-за её ужасного голоса, и наконец выступление Микки, который поёт и танцует под мелодию «Minnie’s Yoo Hoo». Зрители в восторге и апплодируют ему.

## Роли озвучивали
- Уолт Дисней — Микки Маус
- Марджори Ралстон — Минни Маус

## Особенность мультфильма
В мультфильме впервые звучит песня «Minnie’s Yoo Hoo», которая до 1935 года была главой музыкальной темой для мультфильмов с участием Микки Мауса.